# Zbiorowość społeczna
Zbiorowość społeczna (zbiorowość ludzka) w socjologii – zbiór osób, zajmujących w danym czasie, trwale lub nie, daną przestrzeń, między którymi dochodzi do interakcji i pojawiać mogą się stosunki społeczne.
W przypadku gdy w danej zbiorowości społecznej wytwarza się struktura społeczna, a jej członkowie zaczynają wspólnie realizować jakieś istotne dla wszystkich cele, wówczas zbiorowość taka może stawać się grupą społeczną.
W przypadku dużych zbiorowości społecznych, zajmujących trwale jakieś terytorium, używa się wobec nich określenia zbiorowość terytorialna. W szczególnych przypadkach zbiorowość terytorialna może stawać się społecznością lokalną.
Ferdinand Tönnies użył dla określenia różnych typów zbiorowości społecznych przeciwstawnych w tym znaczeniu terminów wspólnota i zrzeszenie (w niektórych tłumaczeniach wspólnota i stowarzyszenie).
Do zbiorowości społecznych o krótkim czasie istnienia, gdzie nie wytwarzają się trwałe więzi społeczne zaliczane są także różne formy tłumu.
Wyróżnia się 5 etapów tworzenia się zbiorowości społecznej. Etapy te nazywamy stycznymi.
1. Styczne:
  - Styczność przestrzenna – (postrzeganie się wzajemne, rejestracja cech: płeć, wiek i ilość)
  - Styczność psychiczna – formowanie się sympatii
  - Styczność społeczna – wytworzenie się wzajemnego zainteresowania
2. Wzajemne oddziaływanie
3. Pobudzanie do stałych działań społecznych aby zaspokoić potrzeby grupy
4. Wytworzenie się stałych stosunków społecznych
5. Kształtowanie się wzajemnych zależności wewnątrz zbiorowości społecznej